# Nagaoka (Niigata)
Nagaoka (長岡市 Nagaoka-shi?) es una ciudad situada en la parte central de la prefectura de Niigata, Japón. Es la segunda ciudad más grande de la prefectura, después de la ciudad capital de Niigata. Nagaoka se encuentra en la longitud 138ºE y latitud 37°N.
El tamaño de Nagaoka aumentó el 1 de abril de 2005, desde la ciudad de Oguni, del distrito de Kariwa, en el pueblo de Yamakoshi, desde el distrito de Koshi, hasta la ciudad de Nakanoshima, del distrito de Minamikanbara, y las ciudades de Koshiji y Mishima, tanto desde el distrito de Santō, fueron absorbidos por la ciudad de Nagaoka. Al 1 de junio de 2005, la ciudad tiene una población estimada de 237.115 y una densidad de 450,88 habitantes por km². La superficie total es de 525,89 kilómetros².
Volvió a aumentar el 1 de enero de 2006, cuando la ciudad de Tochio, las ciudades de Teradomari y Yoita, y el pueblo de Washima, todos del distrito de Santō, fueron absorbidos por la ciudad de Nagaoka. Al 1 de noviembre de 2010, la ciudad tiene una población estimada de 283.343 y una densidad de 318,83 habitantes por km². La superficie total es de 890,91 kilómetros².

## Geografía
Nagaoka está situada en el centro de la prefectura de Niigata y la región circundante de Chūetsu. Se encuentra a 80 minutos de Tokio por medio de la línea troncal Shinkansen o 3 a horas en la autopista Kan-Etsu. Nagaoka era una ciudad del interior hasta 1 de enero de 2006, cuando la ciudad se combinó con cuatro municipios y dos estaban tocando el mar de Japón. La actual Nagaoka ahora toca el mar de Japón en el norte y después de la fusión, todavía se considera un punto estratégico de tránsito en la región. El río Shinano lo atraviesa de sur a norte y el desarrollo industrial se produce en ambos márgenes del río. La cordillera de Higashiyama se encuentra al este.

### Ciudades adyacentes
Desde el norte, siguiendo la frontera de Nagaoka a la izquierda:
- Tsubame
- Yahiko, Distrito de Nishikanbara
- Niigata
- Izumozaki, Distrito de Santō
- Kashiwazaki
- Kariwa
- Tōkamachi
- Ojiya
- Uonuma
- Sanjō
- Mitsuke

Sin embargo, la isla de Sado está conectada por rutas marítimas y aéreas.

### Los datos de la antigua ciudad de Nagaoka
Nagaoka era una ciudad del interior, pero después de las fusiones hechas en 2005 y 2006, la ciudad de Nagaoka ahora está conectada con el Mar de Japón. El ex-ayuntamiento de Nagaoka todavía se utiliza como la sala de le ciudad después de las fusiones del 2006.
| Antigua ciudad de Nagaoka (旧・長岡市)        | Antigua ciudad de Nagaoka (旧・長岡市)                                                                      |
| --------------------------------------------- | --- |
| Fecha de fusión                               | 1 de abril de 2005, y el 1 de enero de 2006                                                                 |
| Razón                                         | Fusión por absorción (編入合併)                                                                             |
| Los siguientes municipios participaron (2005) | Nagaoka (-marzo de 2005), Nakanoshima, Koshiji, Mishima, Yamakoshi, Oguni → Nagaoka (abril–diciembre, 2005) |
| Los siguientes municipios participaron (2006) | Nagaoka (abril–diciembre, 2005), Tochio, Teradomari, Yoita, Washima→Nagaoka(2006–presente)                  |
| Municipio actual                              | Nagaoka (2006–presente)                                                                                     |
| Datos durante las fusiones                    | |

## Historia
El shogunato Tokugawa nombrado Naoyori Hori señor de Nagaoka-Han en 1616. Hori fundó la ciudad de Nagaoka y construyó un castillo en la zona de Zaôdô en el río Shinano. Sin embargo, esta área era propensa a las inundaciones y un nuevo castillo fue construido en el sitio de la actual estación de Nagaoka en 1617.
Nagaoka floreció como una ciudad fortificada bajo el reinado de las 13 generaciones del clan Makino del período Edo. En la Guerra Boshin de 1868 durante la Restauración de Meiji, el clan militar general Tsuginosuke Kawai condujo las fuerzas de Nagaoka contra el gobierno de Meiji. Nagaoka fue derrotada y la ciudad quedó reducida a escombros. Un regalo de cien sacos de arroz de una provincia vecina fue vendido para financiar una nueva escuela en la reconstrucción de Nagaoka, de la que nació la anécdota de Kome Hyappyo.
La ciudad de Nagaoka alrededor de las tenencias del clan se convirtió en parte de la prefectura de Kashiwazaki (hoy Prefectura de Niigata) al inicio del período Meiji. El municipio moderno de Nagaoka fue establecido el 1 de abril de 1906.

### Línea de tiempo
- 1906
  - 1 de abril - El municipio de Nagaoka es establecido.
- 1945
  - 1 de agosto - Nagaoka es reducida a escombros por 125 bombarderos B-29 en un ataque aéreo tarde-noche. 1.470 personas pierden la vida.
- 1963
  - enero - Una pesada nevada récord golpea a Nagaoka.
- 1982
  - 15 de noviembre - El servicio de la línea troncal Shinkansen llega a la estación de Nagaoka.
- 2004
  - 12 de julio y 13 de julio - Un fuerte aguacero provoca grandes inundaciones en Nagaoka.
  - 23 de octubre - El terremoto de Chuetsu, causa grandes daños en Nagaoka y sus alrededores.
- 2005
  - febrero - Nagaoka experimenta la mayor nevada en 19 años.
  - 1 de abril - Oguni, Yamakoshi, Nakanoshima, Koshiji, y Mishima se absorben en Nagaoka. Antes de la fusión, el tamaño de Nagaoka era de 262,45km² y la población era de 192.292.
- 2006
  - 1 de enero - Washima, Yoita, Teradomari y Tochio oficialmente son absorbidas en Nagaoka.
- 2010
  - 31 de marzo - Kawaguchi se absorbe en Nagaoka[4]

## Economía

### Industria
La industria manufacturera ha prosperado en Nagaoka después de la guerra, debido en parte a la favorable ubicación y buena infraestructura del transporte. La producción industrial actual incluye instrumentos de precisión, máquinas y herramientas.
- Nippon Seiki, es un fabricante de instrumentos para el automóvil, tiene su sede en Nagaoka.
- TDK-Lambda Archivado el 27 de diciembre de 2012 en Wayback Machine., es un fabricante de fuentes de alimentación conmutada, tiene una planta en Nagaoka.
- Schlumberger, es una compañía líder en servicios petroleros que tiene lugar en Nagaoka. Sirve en todo Japón y Corea desde esta ubicación.

## Ciudades hermanas
- Fort Worth, Texas, Estados Unidos (9 de noviembre de 1987)
- West Union village Taiarapu, Polinesia Francesa (29 de agosto de 1991)
- Bamberg, Alemania (10 de octubre de 1995)
- Tréveris, Alemania (1 de abril de 2006)
- Romainmôtier-Envy, Suiza (1 de abril de 2006)
- Honolulu, Hawái, Estados Unidos (2 de marzo de 2012)

## Transporte
Los vehículos privados son el principal medio de transporte ciudadano. La ciudad cuenta con una amplia red de rutas de autobús, en la estación de Nagaoka como el centro. La mayoría de las carreteras se han mejorado y el pavimento es de primera clase en la nación. La ubicación de Nagaoka en el centro de la prefectura hace un cruce importante de transporte, con las líneas de ferrocarril y carreteras de la división del este en Nagaoka para ir a Niigata y Joetsu.

### Ferrocarril
East Japan Railway Company sirve a la ciudad de Nagaoka con Shinkansen, así como dos líneas ferroviarias tradicionales, la línea Joetsu y la línea principal Shinetsu. La estación de Nagaoka es la estación de ferrocarril principal en Nagaoka, y también hay varias estaciones más pequeñas.
Una línea de ferrocarril privada gestionada por Echigo Nagaoka Kotsu sirvió una vez con dos líneas de ferrocarril, pero desde entonces han sido abandonadas.
Un sistema de monorriel fue propuesto para Nagaoka, pero no se ha implementado.

### Bus

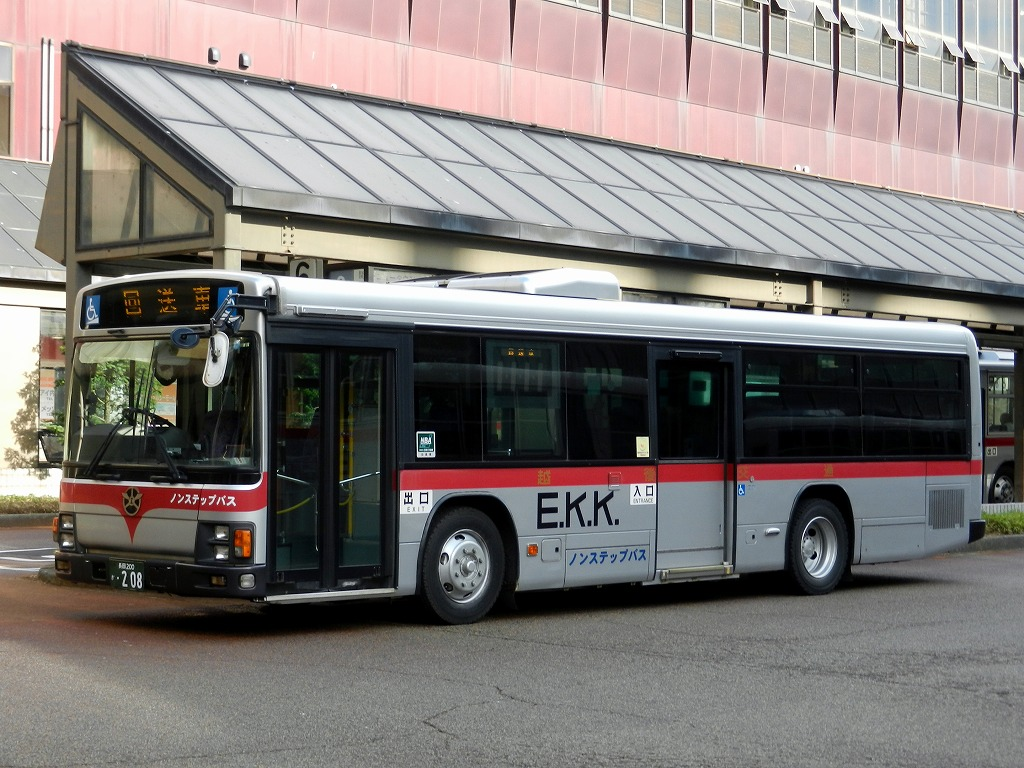
Echigo kotsu 208

El servicio de autobús local en Nagaoka es administrado por Echigo Kotsu. La terminal de autobuses está situada en la entrada este de la estación de Nagaoka y es el centro de la red de rutas. El servicio se extiende a todas las partes de la ciudad, así como muchas áreas suburbanas periféricas y aldeas.
Un servicio de bus de alta velocidad que conecta a la estación de Niigata funciona a intervalos de aproximadamente 30 minutos. Además, el servicio de autobús está disponible por carretera a las principales ciudades de la prefectura, así como Tokio.

### Vías de acceso
El Hokuriku Nacional Expressway y el paso a través de Kanetsu Nacional Expressway de Nagaoka, así como varias pequeñas carreteras nacionales.
Una nueva carretera regional llamada Carretera East-West de Nagaoka se construyó. Con el tiempo se incluirán el puente más largo sobre el río Shinano.

## Turismo

### Atracciones turísticas
- Nagaoka Castle
- Monumento Kome Hyappyo

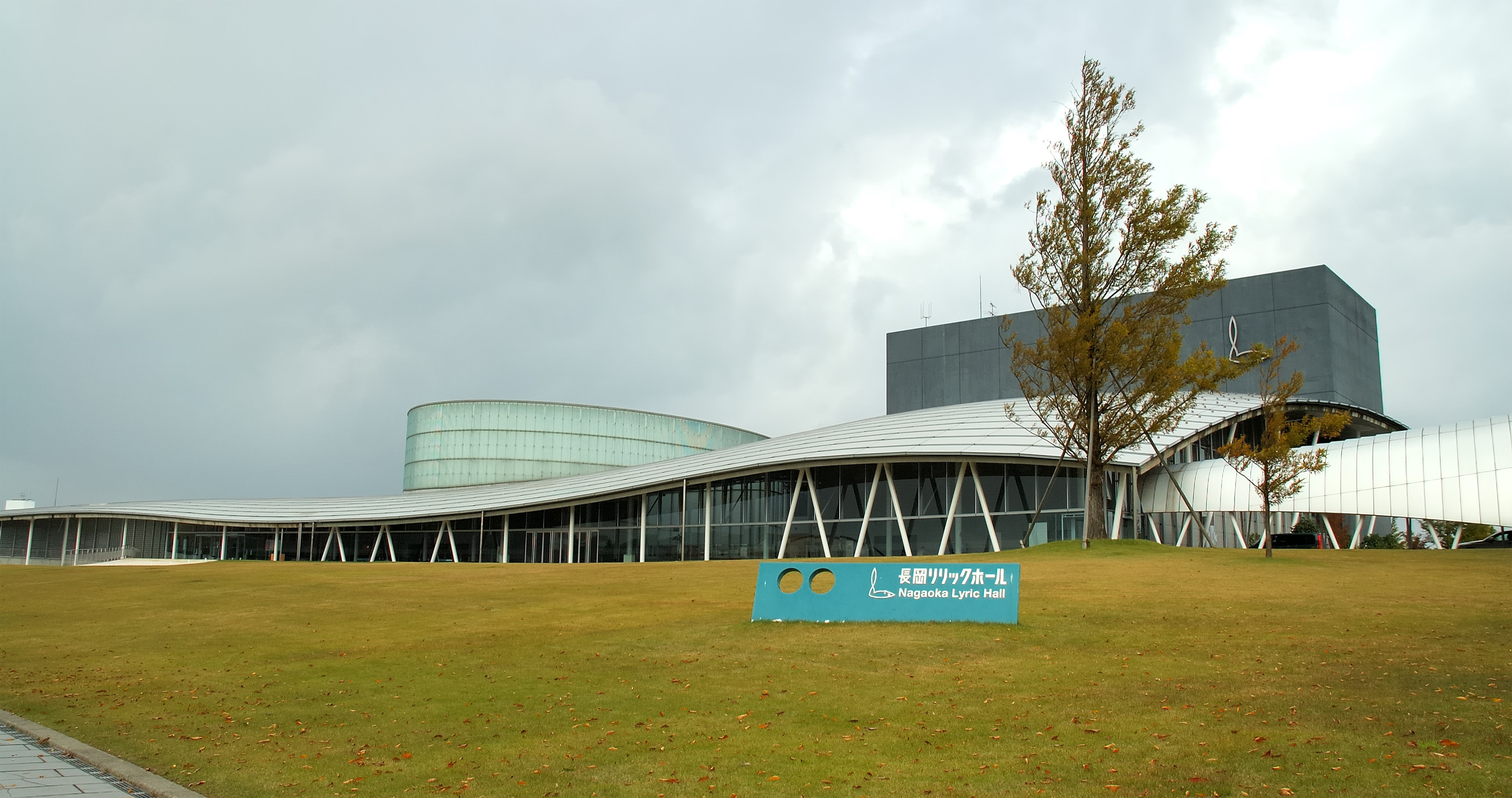
Salón lírico de Nagaoka

- Monumento Tsuginosuke Kawai en el Parque Yukyuzan
- Estadio Haibu Nagaoka
- Museo prefectural de arte moderno de Niigata
- Museo prefectural de historia de Niigata
- Parque Yukyuzan
- Gobiernación Nacional del parque Echigo
- Salón lírico de Nagaoka
- Museo local de Nagaoka

### Festivales

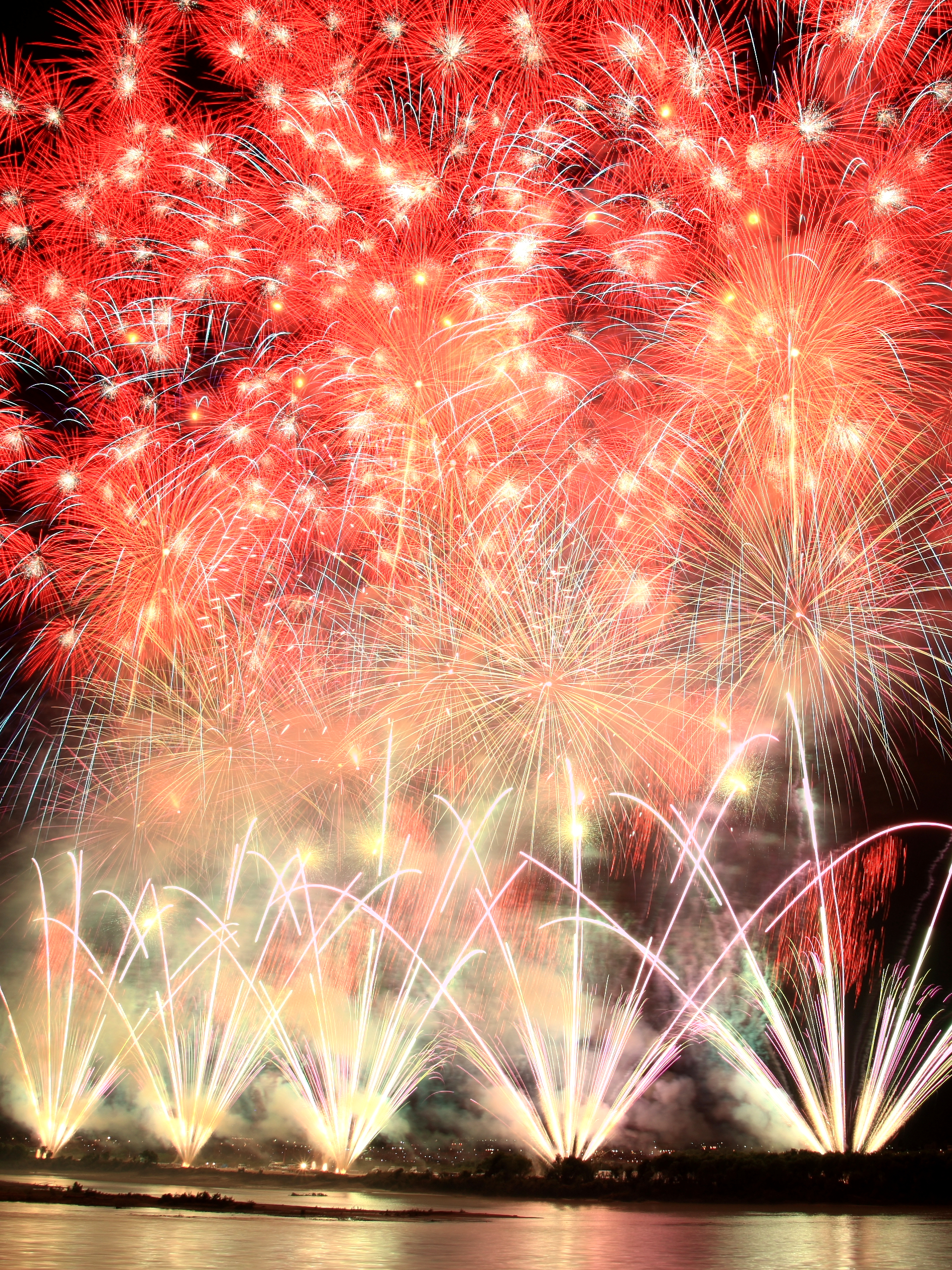
Festival de Nagaoka 2011

- Gran Festival de Fuegos Artificiales de Nagaoka (agosto)
- Nagaoka Aki Matsuri (Festival de Otoño) y Festival Kome Hyappyo (octubre)
- Cherry Blossom Festival Yukyuzan
- Festival de los 100 sacos de arroz
- Festival de nieve de Nagaoka
- Festival Sekihara
- Noche de Yoita, festival de la luna llena
- Betsuin Tokosu Niigata Nishi Honganji
- Ima-machi gran batalla de cometas de Nakanoshima
- Festival de fuegos artificiales Teradomari
- Ho dare-sai
- Festival de gente (Oguni)

## Instituciones de educación superior

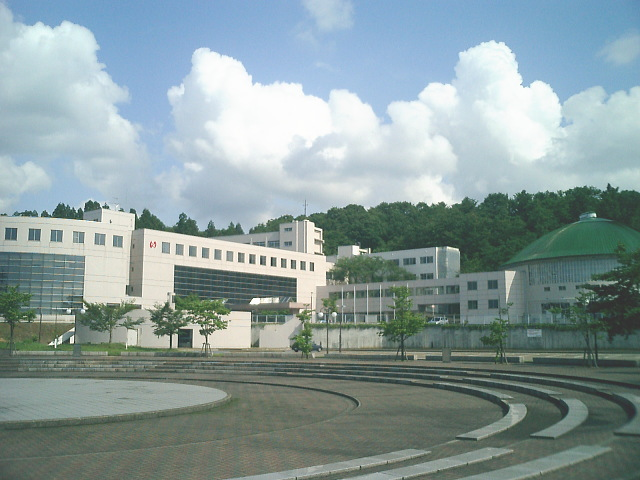
Universidad de Nagaoka

- Universidad de tecnología de Nagaoka
- Colegio Nacional de Tecnología de Nagaoka
- Universidad de Nagaoka
- Instituto de diseño de Nagaoka

## Gente famosa de Nagaoka
- Inoue Enryō (filósofo budista y fundador de la Universidad de Toyo)
- Isoroku Yamamoto (Comandante de la Armada japonesa durante los primeros cuatro años de la Segunda Guerra Mundial)
- Tomoko Hoshino (actriz)
- Jūshirō Konoe (actor)
- Haruo Minami (Cantante)
- Nobuhiro Watsuki (Mangaka)
- Ryō Hirohashi (Seiyu)
- Koharu Kusumi (Cantante)
- Etsu Inagaki Sugimoto (Escritor)